# Saint Jhn

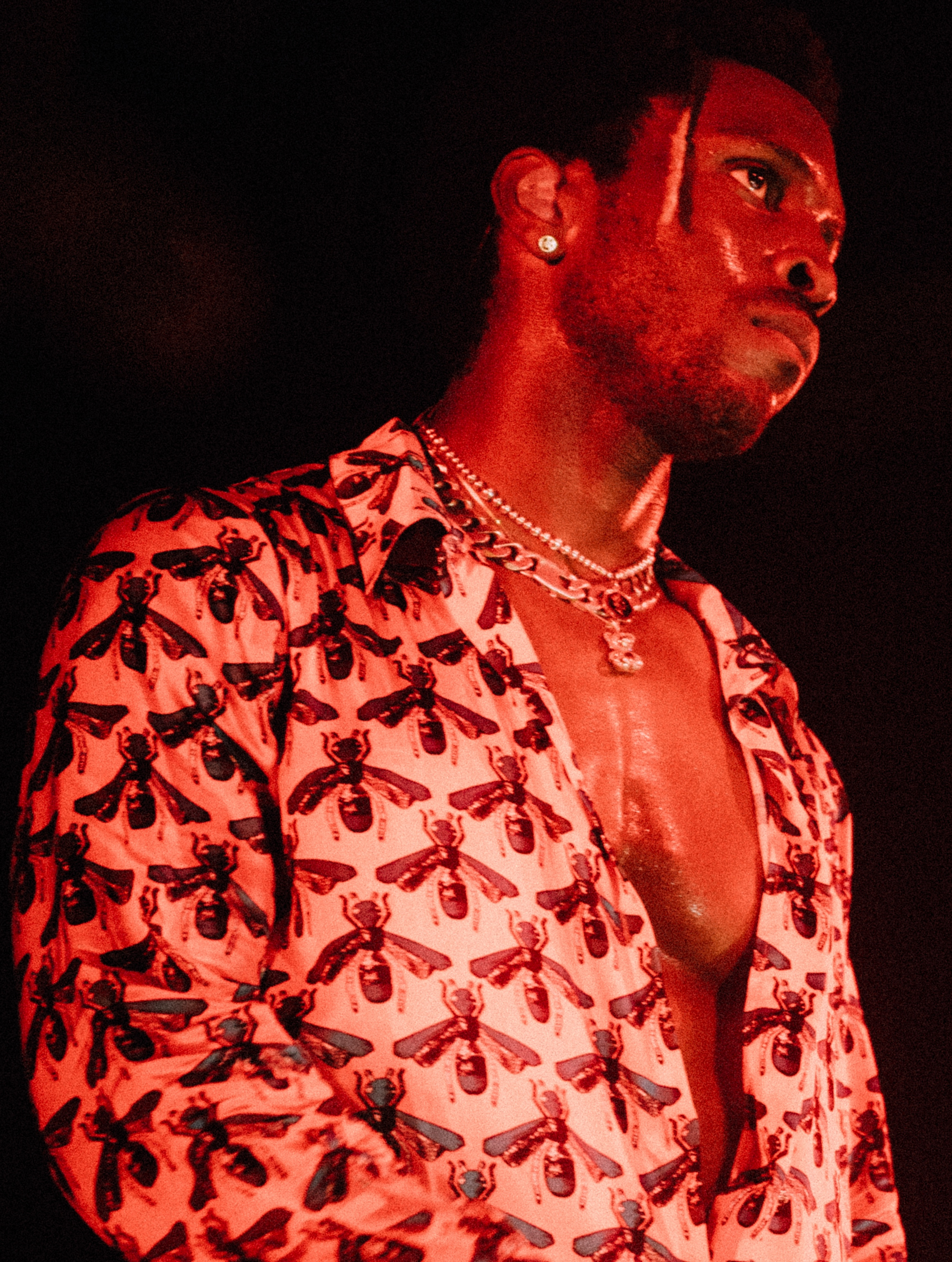
Saint Jhn (2018)

Saint Jhn (* 26. August 1986 in Brooklyn, New York City; bürgerlich Carlos St. John Phillips) ist ein US-amerikanischer Rapper und Sänger.

## Leben und Karriere
Phillips ist guyanischer Abstammung und wurde 1986 im New Yorker Stadtteil Brooklyn als Sohn eines Predigers geboren. Aufgewachsen ist er zeitweise in Guyana. Inspiriert von seinem älteren Bruder begann er bereits im Alter von zwölf Jahren erste Reime zu schreiben und zu rappen. Im Jahr 2010 veröffentlichte der Künstler, damals noch bekannt unter seinem bürgerlichen Namen Carlos St. John, seine ersten Projekte The St. John Portfolio und In Association. Im selben Jahr engagierte das Modelabel Gucci ihn als Model.
Ab 2012 war er als Songwriter für Künstler wie Rihanna, Hoodie Allen, Kiesza, Gorgon City und Nico & Vinz tätig. Dem Album Hard II Love (2016) des Sängers Usher steuerte er zwei Lieder bei. Noch im selben Jahr erschienen erste Projekte unter seinem Künstlernamen SAINt JHN. Am 30. März 2018 wurde sein Debütalbum The Collection veröffentlicht. 2019 arbeitete er im Rahmen der Neuverfilmung von Der König der Löwen zusammen mit Beyoncé an dem dazugehörigen Soundtrack The Lion King: The Gift, woraus die Singleauskopplung Brown Skin Girl entstand. Das Lied erreichte als erstes seiner Veröffentlichungen die britischen und US-amerikanischen Singlecharts. Der Remix des bereits im Juli 2016 ausgekoppelten Lied Roses verhalf dem Sänger 2020 zum Durchbruch. Eine besondere Rolle spielten dabei die Videoplattform TikTok und Snapchat. Auf TiKTok verwendeten 2,5 Millionen User das Video als Hintergrundmusik für ihre Clips, ein beliebter Snapchatfilter (Sommersprossen und Herzen) war mit dem Lied verknüpft. Im März 2020 erreichte das Lied die Top 10 der Singlecharts in Deutschland, Österreich und der Schweiz sowie Platz eins der britischen Charts.

## Diskografie

### Studioalben
| Jahr | Titel Musiklabel                                 | Höchstplatzierung, Gesamtwochen, AuszeichnungChartplatzierungen (Jahr, Titel, Musiklabel, Platzierungen, Wochen, Auszeichnungen, Anmerkungen) | Höchstplatzierung, Gesamtwochen, AuszeichnungChartplatzierungen (Jahr, Titel, Musiklabel, Platzierungen, Wochen, Auszeichnungen, Anmerkungen) | Höchstplatzierung, Gesamtwochen, AuszeichnungChartplatzierungen (Jahr, Titel, Musiklabel, Platzierungen, Wochen, Auszeichnungen, Anmerkungen) | Höchstplatzierung, Gesamtwochen, AuszeichnungChartplatzierungen (Jahr, Titel, Musiklabel, Platzierungen, Wochen, Auszeichnungen, Anmerkungen) | Höchstplatzierung, Gesamtwochen, AuszeichnungChartplatzierungen (Jahr, Titel, Musiklabel, Platzierungen, Wochen, Auszeichnungen, Anmerkungen) | Anmerkungen                             |
| Jahr | Titel Musiklabel                                 | DE | AT | CH | UK | US | Anmerkungen                             |
| ---- | ------------------------------------------------ | --- | --- | --- | --- | --- | --------------------------------------- |
| 2018 | Collection One Selbstvertrieb                    | — | — | — | — | US50 (33 Wo.)US | Erstveröffentlichung: 30. März 2018     |
| 2019 | Ghetto Lenny’s Love Songs Godd Complexx, HITCO   | — | — | — | — | US39 (2 Wo.)US | Erstveröffentlichung: 23. August 2019   |
| 2020 | While The World Was Burning Godd Complexx, HITCO | — | — | — | — | US34 Gold · (7 Wo.)US | Erstveröffentlichung: 20. November 2020 |

### EPs
| Jahr | Titel Musiklabel                      | Anmerkungen                                            |
| ---- | ------------------------------------- | ------------------------------------------------------ |
| 2010 | The St. John Portfolio Selbstvertrieb | Erstveröffentlichung: 8. März 2010 als Carlos St. John |

### Mixtapes
| Jahr | Titel Musiklabel              | Anmerkungen                                                 |
| ---- | ----------------------------- | ----------------------------------------------------------- |
| 2010 | In Association Selbstvertrieb | Erstveröffentlichung: 25. Dezember 2010 als Carlos St. John |

### Singles
| Jahr | Titel Album                                       | Höchstplatzierung, Gesamtwochen, AuszeichnungChartplatzierungen (Jahr, Titel, Album, Platzierungen, Wochen, Auszeichnungen, Anmerkungen) | Höchstplatzierung, Gesamtwochen, AuszeichnungChartplatzierungen (Jahr, Titel, Album, Platzierungen, Wochen, Auszeichnungen, Anmerkungen) | Höchstplatzierung, Gesamtwochen, AuszeichnungChartplatzierungen (Jahr, Titel, Album, Platzierungen, Wochen, Auszeichnungen, Anmerkungen) | Höchstplatzierung, Gesamtwochen, AuszeichnungChartplatzierungen (Jahr, Titel, Album, Platzierungen, Wochen, Auszeichnungen, Anmerkungen) | Höchstplatzierung, Gesamtwochen, AuszeichnungChartplatzierungen (Jahr, Titel, Album, Platzierungen, Wochen, Auszeichnungen, Anmerkungen) | Anmerkungen                                                                                         |
| Jahr | Titel Album                                       | DE | AT | CH | UK | US | Anmerkungen                                                                                         |
| ---- | ------------------------------------------------- | --- | --- | --- | --- | --- | --------------------------------------------------------------------------------------------------- |
| 2019 | Roses (Imanbek Remix) While the World Was Burning | DE3 Diamant · (86 Wo.)DE | AT2 ×3Dreifachplatin · (77 Wo.)AT | CH2 ×2Doppelplatin · (86 Wo.)CH | UK1 ×3Dreifachplatin · (59 Wo.)UK | US4 ×5Fünffachplatin · (34 Wo.)US | Erstveröffentlichung: 6. Juni 2019 Verkäufe: + 10.818.333                                           |
| 2019 | Brown Skin Girl The Lion King: The Gift           | — | — | — | UK42 Silber · (6 Wo.)UK | US76 Gold · (1 Wo.)US | Erstveröffentlichung: 23. Juli 2019 Verkäufe: + 790.000; mit Beyoncé & Wizkid feat. Blue Ivy Carter |
| 2019 | Roses Collection One                              | DE84 (1 Wo.)DE | — | — | — | — | Erstveröffentlichung: 13. September 2019                                                            |

Weitere Singles
- 2016: 1999
- 2017: Some Nights
- 2018: N***a Sh*t (Swoosh)
- 2018: McDonalds Rich
- 2018: White Parents Are Gonna Hate This
- 2019: Trap (feat. Lil Baby, US: Platin)
- 2019: All I Want is a Yacht
- 2019: Anything Can Happen (feat. Meek Mill)
- 2020: Roses (Remix) (feat. Future, US: Platin)
- 2020: I Can Fvcking Tell
- 2020: Trap (Rompasso Remix)
- 2020: Gorgeous
- 2020: Sucks To Be You

### Gastbeiträge
- 2016: Beretta Lake (Teflon Sega feat. Saint Jhn)
- 2020: Juju (Shirazee feat. Saint Jhn)
- 2020: Sink (Maya B feat. Saint Jhn)
- 2020: Been Thru This Before (Marshmello & Southside feat. Giggs & Saint Jhn)
- 2020: Ay Caramba! (Clintn lord feat. Saint Jhn & Kyle the Hooligan)

## Auszeichnungen für Musikverkäufe
| Goldene Schallplatte - Australien - 2023: für die Single Brown Skin Girl - Kanada - 2020: für die Single Brown Skin Girl - Neuseeland - 2022: für die Single Brown Skin Girl - Niederlande - 2020: für die Single Roses Platin-Schallplatte - Neuseeland - 2022: für das Album Collection One 2× Platin-Schallplatte - Griechenland - 2021: für die Single Roses - Norwegen - 2020: für die Single Roses - Spanien - 2020: für die Single Roses | 3× Platin-Schallplatte - Belgien - 2021: für die Single Roses - Dänemark - 2022: für die Single Roses - Portugal - 2021: für die Single Roses - Schweden - 2021: für die Single Roses 4× Platin-Schallplatte - Italien - 2021: für die Single Roses 6× Platin-Schallplatte - Neuseeland - 2024: für die Single Roses | 7× Platin-Schallplatte - Australien - 2021: für die Single Roses 8× Platin-Schallplatte - Kanada - 2021: für die Single Roses Diamantene Schallplatte - Frankreich - 2020: für die Single Roses - Mexiko - 2022: für die Single Roses - Polen - 2024: für die Single Roses |

Anmerkung: Auszeichnungen in Ländern aus den Charttabellen bzw. Chartboxen sind in ebendiesen zu finden.
| Land/RegionAuszeichnungen für Musikverkäufe (Land/Region, Auszeichnungen, Verkäufe, Quellen) | Silber  | Gold     | Platin       | Diamant     | Verkäufe  | Quellen              |
| -------------------------------------------------------------------------------------------- | ------- | -------- | ------------ | ----------- | --------- | -------------------- |
| Australien (ARIA)                                                                            | —       | Gold1    | 7× Platin7   | —           | 525.000   | aria.com.au          |
| Belgien (BRMA)                                                                               | —       | —        | 3× Platin3   | —           | 120.000   | ultratop.be          |
| Dänemark (IFPI)                                                                              | —       | —        | 3× Platin3   | —           | 270.000   | ifpi.dk              |
| Deutschland (BVMI)                                                                           | —       | —        | —            | Diamant1    | 1.000.000 | musikindustrie.de    |
| Frankreich (SNEP)                                                                            | —       | —        | —            | Diamant1    | 333.333   | snepmusique.com      |
| Griechenland (IFPI)                                                                          | —       | —        | 2× Platin2   | —           | 40.000    | Einzelnachweise      |
| Italien (FIMI)                                                                               | —       | —        | 4× Platin4   | —           | 280.000   | fimi.it              |
| Kanada (MC)                                                                                  | —       | Gold1    | 8× Platin8   | —           | 680.000   | musiccanada.com      |
| Mexiko (AMPROFON)                                                                            | —       | —        | —            | Diamant1    | 300.000   | amprofon.com.mx      |
| Neuseeland (RMNZ)                                                                            | —       | Gold1    | 7× Platin7   | —           | 210.000   | radioscope.co.nz NZ2 |
| Niederlande (NVPI)                                                                           | —       | Gold1    | —            | —           | 40.000    | musikwoche.de        |
| Norwegen (IFPI)                                                                              | —       | —        | 2× Platin2   | —           | 120.000   | ifpi.no              |
| Polen (ZPAV)                                                                                 | —       | —        | —            | Diamant1    | 250.000   | olis.pl              |
| Portugal (AFP)                                                                               | —       | —        | 3× Platin3   | —           | 30.000    | Einzelnachweise      |
| Österreich (IFPI)                                                                            | —       | —        | 3× Platin3   | —           | 90.000    | ifpi.at              |
| Schweden (IFPI)                                                                              | —       | —        | 3× Platin3   | —           | 240.000   | sverigetopplistan.se |
| Schweiz (IFPI)                                                                               | —       | —        | 2× Platin2   | —           | 40.000    | hitparade.ch         |
| Spanien (Promusicae)                                                                         | —       | —        | 2× Platin2   | —           | 80.000    | elportaldemusica.es  |
| Vereinigte Staaten (RIAA)                                                                    | —       | 2× Gold2 | 7× Platin7   | —           | 8.000.000 | riaa.com             |
| Vereinigtes Königreich (BPI)                                                                 | Silber1 | —        | 3× Platin3   | —           | 2.000.000 | bpi.co.uk            |
| Insgesamt                                                                                    | Silber1 | 6× Gold6 | 59× Platin59 | 4× Diamant4 |           |                      |